# Emmerich Reichrath
Emmerich Reichrath (n. 11 octombrie 1941, Jimbolia – d. 27 iunie 2006, București) a fost un critic literar și teatral și scriitor de limba germană din România.
A absolvit facultatea de germanistică a Universității din Timișoara.
Din 1964 a lucrat ca redactor la ziarul Neuer Weg din București, unde s-a ocupat în special de domeniul cultural. După câțiva ani, Emmerich Reichrath a avansat la postul de șef al redacției de cultură a ziarului iar în perioada 1990-1992 a devenit redactor-șef. După ce a contribuit la transformarea ziarului în Allgemeine Deutsche Zeitung für Rumänien, alături de Hans Frank, a rămas în continuare redactor-șef al noii publicații.
A avut merite în promovarea valorilor literare autentice, incluzînd aici în anii ’70 și pe scriitorii din Grupul de Acțiune Banat (Aktionsgruppe Banat).
A fost președinte al Fundației de sprijinire a literaturii germane în România (Stiftung zur Förderung der deutschen Literatur in Rumänien). După 1990, fundația a scos revista Neue Literatur.

## Scrieri
- Reflexe - Kritische Beiträge zur rumäniendeutschen Gegenwartsliteratur vol.1 (culegere de recenzii, studii și eseuri), Editura Kriterion, București, 1977
- Theaterkritiken und Aufsätze aus den siebziger Jahren, editura Dacia, Cluj-Napoca, 1981
- Reflexe vol. 2 (culegere de recenzii, studii și eseuri), 1984, reeditare „Reflexe II”, Editura Dacia, Cluj-Napoca, 1994
- Nicht nur Verrisse: Rezensionen, Berichte, Interviews, 202 p., Editura Dacia, Cluj-Napoca, 1991, ISBN 973-35-0167-0